# Rohini Hattangadi
Rohini Hattangadi (en maratí: रोहिणी हत्तंगडी, Pune, 11 de abril de 1951) es una actriz india de teatro, cine y televisión.
Egresada del National School of Drama de Nueva Delhi, ha recibido diversos reconocimientos en el ámbito teatral, entre ellos el Sangeet Natak Akademi Award en 2004. En el cine, ha sido la única actriz de origen india en ganar un Premio BAFTA en la categoría mejor actriz de reparto, galardón que recibió por su papel de Kasturba Gandhi en Gandhi en 1982. Por otro lado, ha recibido dos Premios Filmfare a la mejor actriz de reparto en 1984 y 1991 por sus papeles en Arth y Agneepath.